# Nenad Jakšić
Nenad Jakšić (12 ottobre 1965) è un ex calciatore jugoslavo, serbo dal 2006, di ruolo attaccante.